# Кармен Силвера
Кармен Бланш Силвера (на английски: Carmen Blanche Silvera) е канадска актриса, родена на 2 юни 1922 в Торонто. Тя е известна с ролята си на Едит Артоа в английската комедия „Ало, ало!“.
През 1962 г. дебютира като актриса в телевизията. Най-популярните ѝ роли са в „Лили“, „Дама купа“ и „Нашествието на динозаврите“.
През 1990 участва в телевизионната програма „Това е твоят живот“.
Занимава се с благотворителност за Ордена на Лейди Ратлингс.
Умира в Лондон на 80 години от рак на белите дробове.